# 멜빌곶잎꼬리도마뱀붙이
멜빌곶잎꼬리도마뱀붙이(Saltuarius eximius)는 북부 오스트레일리아(:en:Northern Australia) 멜빌곶(:en:Cape Melville) 멜빌산맥(Melville Range)에 토착하는 도마뱀붙이류의 일종이다. 일반적으로는 케이프멜빌 리프테일 게코(Cape Melville leaf-tailed gecko)라 부른다. 이 종은 호주의 동물학자 콘라드 호스킨(제임스쿡대학교(:en:James Cook University) 소속)과 패트릭 J. 쿠퍼(퀸즐랜드 박물관(:en:Queensland Museum)의 파충류학 큐레이터)가 2013년에 기술하였다. 체장은 20cm에 달하며, 호주에 우림이 더 흔했던 시기에서부터 살아온 잔류종(:en:relic species)이라고 여겨진다. 이름은 "비범한", "정교한"을 의미하는 라틴어 단어 "eximus"에서 따왔으며, 이 도마뱀붙이류의 독특한 위장 형태를 가리킨다. 낮에는 반들반들한 바위 사이에 숨어지내다가 밤에 나와서 바위, 나무에서 사냥한다. 이 도마뱀붙이류는 눈이 크고, 몸은 길고 가늘고, 사지는 어둑어둑한 반들반들한 바위 구역에서의 생활에 최적화되어있다.
2014년 5월 23일에, 국제종탐사연구소(:en:International Institute for Species Exploration)는 이 도마뱀붙이류를 "2014년 최고의 신종 10선(Top 10 New Species of 2014)" 중 하나로 선포하였다. 선정 이유는 바위 주변에 숨어 먹이를 사냥하는 위장술이다.